# Frank Darío Kudelka
Frank Darío Kudelka (Freyre, 12 maggio 1961) è un allenatore di calcio argentino.

## Carriera
Ha allenato nella prima e nella seconda divisione argentina, e nella prima divisione cilena.

## Palmarès

### Allenatore
- Copa Argentina: 1

Huracán: 2013-2014
- Primera B Nacional: 1

Talleres: 2016
- Torneo Federal A: 1

Boca Unidos: 2008-2009